# A szerelem markában
A szerelem markában (eredeti cím: Playing It Cool) 2014-ben bemutatott amerikai romantikus filmvígjáték, amelyet Chris Shafer és Paul Vicknair forgatókönyvéből Justin Reardon rendezett. A főbb szerepekben Chris Evans és Michelle Monaghan látható.
A film 2015. március 31-én jelent meg Video on Demand szolgáltatáson keresztül, majd május 8-án a Vertical Entertainment korlátozott számú moziban mutatta be. Általánosságban negatív véleményeket kapott a kritikusoktól.

## Cselekmény
„Én” egy Los Angeles-i forgatókönyvíró, aki akciófilmek forgatókönyveit szeretné írni, azonban az ügynöke, Brian azt szeretné, hogy előbb egy romantikus vígjáték forgatókönyvét készítené el. Gyerekkorában az édesanyjával kapcsolatos problémák miatt távol tartja magától a szerelmet, és nem hisz benne, ezért nehezen ír a romantikáról. Mivel írói blokkja van, úgy beszélget az emberekkel, hogy meghallgatja az anekdotáikat. Aztán mentálisan beleképzeli magát ezekbe a történetekbe.
Scott nevű barátja a romantikus könyvek és filmek megszállottja. Régóta szerelmes a könyvesboltjának egyik törzsvásárlójába. „A lány” úgy akarja megmutatni a szerelmet, ahogy az az ő szemszögéből van, nem pedig viccesen vagy romantikusan. Minden alkalommal, amikor valaki azt mondja neki, szereti őt, azt feleli, nem hiszi, hogy viszonozni tudja. Ezért inkább lányokkal randizik, majd azt mondja, nem lát közös jövőt velük.
Később egy jótékonysági rendezvényen megismerkedik Scott-tal. Miközben egy társadalmi célú kísérletet végeznek a rendezvényen, mindketten a sablonos rossz szövegeket használnak az ellenkező nemtől, és csúnyán flörtölnek a többi résztvevővel, hogy elijesszék őket. „Én” rájön, hogy nagyon vonzódik a lányhoz, de hirtelen találkoznak annak barátjával, Stuffyval, aki elviszi őt onnan. Amikor a férfi megpróbálja elfelejteni a lányt azzal, hogy gyorsan összejön valaki mással, nem sikerül elsőre. Visszamegy a találkahelyre, hátha megtudja a lány nevét, de nincs senki más, akitől megkérdezhetné. Kétségbeesésében a vendégkönyvet ragadja meg, hogy kikeresse a nevét.
Az író baráti társasága a következő: Lyle, aki eredményes, de még mindig nem publikált, Samson, egy nős grafikus, Mallory író és műsorvezető, és természetesen Scott. Egy lőtéren találkoznak, és „Én” elmondja nekik, hogy megpróbálja megtalálni „A lányt”. Legtöbbjük cinikusan áll a házassághoz és a szerelemhez, és csak Scott támogatja őket.
Most már bárhová megy, mindenhol szerelmes párokat lát. Amikor meglátogatja a nagyapját, azt mondja neki, hogy úgy kell keresnie, mint Columbo a nőt. Terve az, hogy körbejárja a jótékonysági rendezvényeket, remélve, így összefuthat vele. Egy Save the Oceans (Mentsük meg az óceánokat) adománygyűjtésen összefut Dickkel, aki megkéri, álljon fel és mondjon beszédet. Kiderül, hogy a lány valóban ott van, és újra találkoznak. Én meggyőzi a lányt, hogy menjenek el egy barátjával. Aztán, amikor a férfi hazaviszi, a lány megemlíti a csütörtöki jótékonysági rendezvényt.
Másnap a bowlingpályán a barátai nem nyújtanak támogatást. Mallory ellenséges, csak Scott támogatja. Amikor a férfi megérkezik, meghívja a jógaórájára. Utána a kávézóban beszélgetnek, és a férfi Staffyről kérdezősködik. A nő stabilnak, megbízhatónak és szerethetőnek jellemzi őt, akit a családja és a barátai kedvelnek. Álmai esküvőjére a San Franciscó-i szívszobrok egyikénél kerül sor. Én bevallja, hogy tetszik neki, amire a lány azt feleli, ez nem változtat a tervén.
Otthon elővesz egy cipősdobozt, és megnézi a búcsúlevelet, amelyet az édesanyja hagyott hátra neki. Másnap kézilabdázás közben a nagyapja és Scott meggyőzik, ne mondjon le róla. Még aznap este a férfi ráveszi, menjenek el valahová. A lány elmeséli neki, hogy apja öngyilkos lett, amikor még kicsi volt, majd megcsókolják egymást.
Felhívja Ént, mert nem tudja kiverni a fejéből, és hamarosan az ágyban kötnek ki. Most először nem érez bűntudatot, és olyan gabonapelyhet tud enni, amilyet évek óta nem tudott. A lány viszont rosszkedvűen távozik. A lány újra felhívja, minden rendben megy, egészen addig, amíg a férfi tisztességtelenségére nem derül fény a jótékonysági szervezetekkel kapcsolatban, ezért a nő otthagyja a férfit. Mallory végül bevallja, hogy szereti, amikor a férfi segítséget kér tőle. Másnap reggel A lány egy hívással ébreszti fel Ént, csak hogy bevallja, hogy már eljegyezték.
Egy éjszakai iszogatás, a lány lakásán való hülyéskedés és a nagyapja halála téríti őt észhez. A blokkja kezd elmúlni, és végre elkészül a szerelmi témájú forgatókönyve. Scott végre randevúzik egy sráccal, Mallory pedig esélyt ad egy régi udvarlójának. Rájön, meg kell próbálnia megakadályozni az esküvőt. Repülőre száll, megnézi az összes szívszobrot, és rátalál A lányra.
A végüzenet a következő: A szerelem nem gondolkodás, hanem érzés. Éld meg a saját történetedet.

## Szereplők
| Szerep         | Színész           | Magyar hang            |
| -------------- | ----------------- | ---------------------- |
| Én             | Chris Evans       | Zámbori Soma           |
| A lány         | Michelle Monaghan | Pikali Gerda           |
| Scott          | Topher Grace      | Csőre Gábor            |
| Stuffy         | Ioan Gruffudd     | Posta Victor           |
| Mallory        | Aubrey Plaza      | Vadász Bea             |
| Lyle           | Martin Starr      | Horváth-Töreki Gergely |
| nagyapa        | Philip Baker Hall | Szersén Gyula          |
| Samson         | Luke Wilson       | Czvetkó Sándor         |
| Bryan          | Anthony Mackie    | Papp Dániel            |
| önmaga (cameo) | Ashley Tisdale    |                        |
| önmaga (cameo) | Matthew Morrison  |                        |

### Magyar változat
- Bemondó: Endrédi Máté
- Magyar szöveg és szinkronrendező: Bartucz Attila
- Hangmérnök és vágó: Tóth Imre
- Gyártásvezető: Derzsi Kovács Éva
- Produkciós vezető: Jávor Barbara

A szinkront a Masterfilm Digital Kft. készítette el.

## A film készítése
A film forgatókönyve eredetileg A Many Splintered Thing címet viselte, és elsőként szerepelt a The Black List-en, 2011-ben pedig a Nicholl Fellowship döntőjébe került.
A film forgatása 2012 végén kezdődött Los Angelesben, és 2013 elején fejeződött be. Gyártói a Voltage Pictures és a Wonderland Sound and Vision voltak.

## Bemutató
A nemzetközi előzetes 2014. szeptember 17-én jelent meg.
A filmet 2014. szeptember 26-án Észtországban, október 17-én Lettországban, október 23-án Dél-Koreában és december 26-án Romániában mutatták be a mozikban.
2014. november 5-én jelentették be, hogy a Vertical Entertainment megszerezte a film amerikai forgalmazási jogait, és a tervek szerint 2015-ben mutatják be. 2015 februárjában a film kizárólag a DirecTV Cinema kínálatában jelent meg. Kanadában 2015. február 27-én korlátozott számban került a mozikba, és Video on Demand szolgáltatáson is elérhetővé vált.
A filmet 2015. április 11-én mutatták be a Dallas Nemzetközi Filmfesztiválon.